# 부반머우

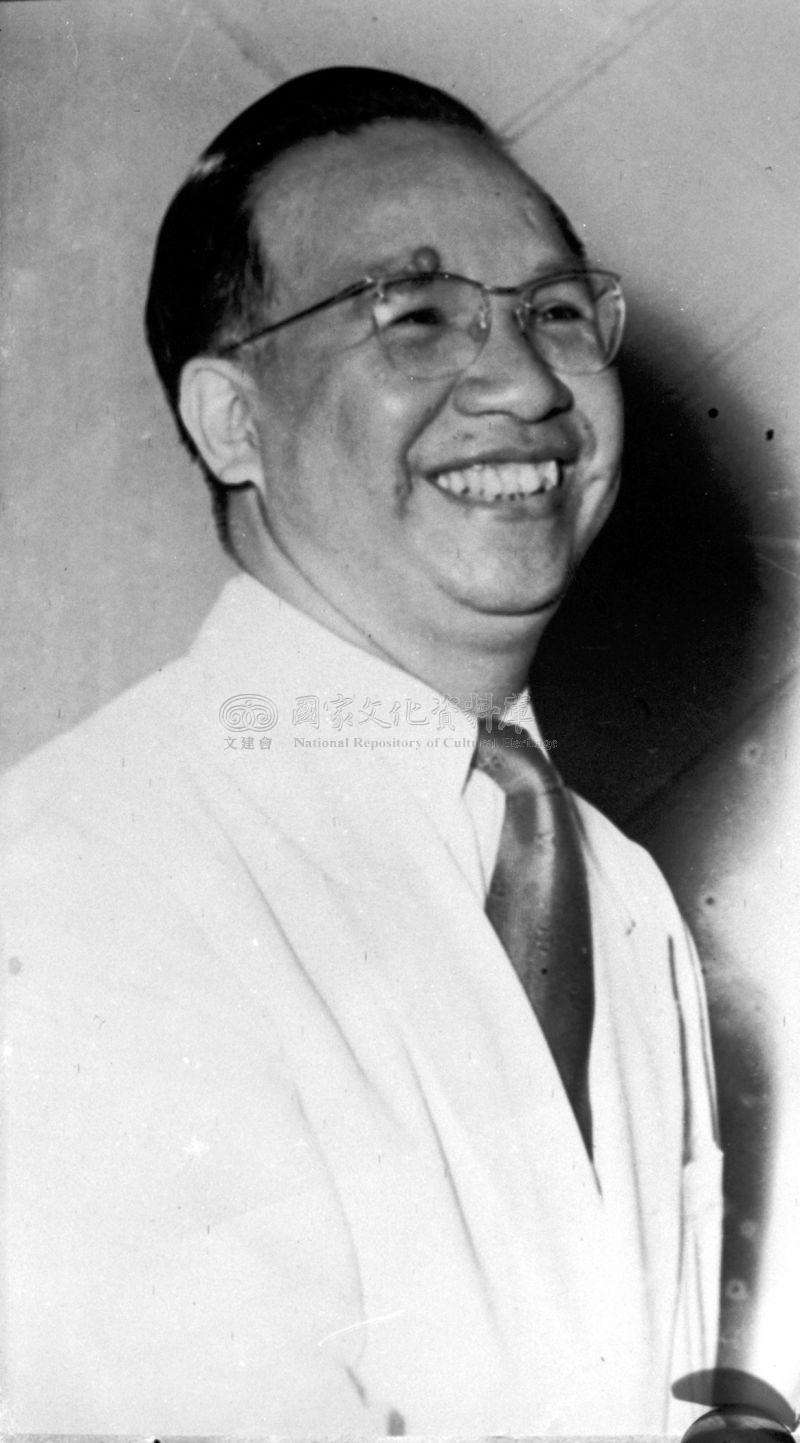
부반머우

부반머우(베트남어: Vũ Văn Mẫu, 1914년 7월 25일 ~ 1998년 8월 20일)는 베트남의 변호사, 정치인이다. 1975년 4월 29일부터 1975년 4월 30일까지 남베트남의 마지막 총리를 역임했다.
하노이 출신이며 파리 대학교에서 법학박사 학위를 받았다. 1954년 베트남이 남북으로 분단되면서 가족들과 함께 사이공으로 이주했고 사이공 대학교 법학과 교수를 역임했다. 민법, 법률사 전문가로 활동하면서 《베트남 민법》 등의 저서를 집필했으며 사이공 대법원 법관으로 활동했다.
1963년에는 응오딘지엠 정권의 불교 탄압 정책에 대한 항의의 표시로 사임했다. 1960년대에  벨기에, 네덜란드, 영국주재 남베트남 대사로 근무했으며 1975년에는 남베트남의 마지막 총리를 역임했다. 1988년에 프랑스로 이주했다.